# نصف‌النهار ۵۶ درجه غربی
نصف‌النهار ۵۶ درجه غربی ۵۶مین نصف‌النهار غربی از گرینویچ است که از لحاظ زمانی 3ساعت و 44دقیقه با گرینویچ اختلاف زمانی دارد.
این نصف‌النهار از قطب شمال شروع و از مناطق زیر گذشته و به قطب جنوب ختم می‌شود.
- گرینلند
- اقیانوس اطلس
- آمریکای لاتین
- کانادا